# 1791 في الولايات المتحدة
فيما يلي قوائم الأحداث التي وقعت خلال عام 1791 في الولايات المتحدة.

## سياسة

### تعيين في المنصب
- 4 مارس – آرون بور عضو مجلس الشيوخ الأمريكي.
- 4 مارس – أبراهام كلارك عضو مجلس النواب الأمريكي.
- 4 مارس – أنتوني واين عضو مجلس النواب الأمريكي.
- 12 أغسطس – تيموثي بيكرنج مدير مكتب البريد العام في الولايات المتحدة [الإنجليزية]‏.
- 1 ديسمبر – هنري لي الثالث حاكم فرجينيا [الإنجليزية]‏.

### انتهاء فترة المنصب
- 3 مارس – روجر شيرمان عضو مجلس النواب الأمريكي.
- 3 مارس – فيليب سكايلر عضو مجلس الشيوخ الأمريكي.
- 3 مارس – وليام فلويد عضو مجلس النواب الأمريكي.
- 20 أغسطس – وليام برادفورد Pennsylvania Attorney General [الإنجليزية]‏.

## مواليد

### فبراير
- 15 فبراير – جون كينكايد سياسي أمريكي.
- 28 فبراير – كورنيليوس لورانس سياسي أمريكي.

### مارس
- 3 مارس – رومولوس ميتشل سوندرز سياسي أمريكي.

### أبريل
- 2 أبريل – ديفيد هينشو سياسي أمريكي.
- 23 أبريل – جيمس بيوكانان رئيس الولايات المتحدة الأمريكية الأسبق.
- 27 أبريل – صمويل مورس

### مايو
- 31 مايو – جون براون فرانسيس سياسي أمريكي.

### يونيو
- 1 يونيو – جون نيلسون سياسي أمريكي.
- 18 يونيو – دينيسون أولمستيد

### نوفمبر
- 5 نوفمبر – بنيامين شو هوارد سياسي أمريكي.
- 22 نوفمبر – جون ونستون جونز سياسي أمريكي.

## وفيات

### أبريل
- 24 أبريل – بنجامين هاريسون الخامس (مواليد 1726) سياسي أمريكي.

### مايو
- 9 مايو – فرانسيس هوبكنسون (مواليد 1737)